# Amphiglossus poecilopus
Amphiglossus poecilopus är en ödleart som beskrevs av  Barbour och LOVERIDGE 1928. Amphiglossus poecilopus ingår i släktet Amphiglossus och familjen skinkar.
Artens utbredningsområde är Madagaskar. Inga underarter finns listade i Catalogue of Life.